# Siergiej Władimircew
Siergiej Gieorgijewicz Władimircew (ros. Сергей Георгиевич Владимирцев, ur. 26 grudnia 1953 w Aszchabadzie) – radziecki lekkoatleta, sprinter, medalista mistrzostw Europy w 1978.
Zwyciężył w sztafecie 4 × 100 metrów na uniwersjadzie w 1975 w Rzymie.
Na mistrzostwach Europy w 1978 w Pradze zdobył brązowy medal w sztafecie 4 × 100 metrów, która biegła w składzie: Władimircew, Nikołaj Kolesnikow, Aleksandr Aksinin i Wołodymyr Ihnatenko.
Był mistrzem Związku Radzieckiego w sztafecie 4 × 200 metrów w 1979, wicemistrzem w biegu na 200 metrów w 1975 oraz brązowym medalistą w biegu na 100 metrów w 1978 i w sztafecie 4 × 100 metrów w 1979.
Rekordy życiowe Władimircewa:
- bieg na 100 metrów – 10,54 s (1978)
- bieg na 200 metrów – 21,21 s (1978)

Ukończył Turkmeński Uniwersytet Państwowy w 1977. Jest trenerem w klubie „Chlebnikowo” w Moskwie.